# Mindstorm (US-amerikanischer Film)
Mindstorm ist der Titel eines US-amerikanischen Science-Fiction-Actionfilms aus dem Jahr 2001. In den Hauptrollen spielten Judge Reinhold, William Zabka und Victor Browne unter der Regie von Mitchell Cox. Gedreht wurde der Film in Sofia und anderen Orten in Bulgarien. Der Film wurde in Deutschland am 6. Mai 2004 auf VHS veröffentlicht.

## Handlung
Die Zwillinge Jerry und Silvia Cheminsky werden wegen ihrer besonderen telepathischen und telekinetischen Fähigkeiten vom KGB geraubt und deren Eltern bei dieser Aktion erschossen. Sie werden dem Forschungsprojekt Mindstorm zugeführt, das zum Ziel hat, diese Fähigkeiten militärisch zu nutzen. Als das US-amerikanische Militär zehn Jahre später versucht, geheime Unterlagen über das Projekt zu stehlen, scheitert zwar die Mission, doch kann der Befehlshaber der Operation, Evan Mink, aus dem Feindgebiet evakuiert werden.
In der Gegenwart des Jahres 2000 haben die Vereinigten Staaten das Projekt Mindstorm übernommen. Jerry wurde in einem geheimen Ausbildungslager in Bulgarien in seinen mentalen Fähigkeiten geschult. Als er sich in seiner abschließenden Prüfung weigert seinen Kameraden David zu töten, wird jener vom Projektleiter Rojack erschossen. Jerry revoltiert daraufhin, bricht aus und macht sich auf die Suche nach seiner Schwester, von der er aus geheimen Dokumenten erfahren hat.
Rojack wendet sich an Mink, der nach seiner gescheiterten Militäroperation in Ungnade gefallen war und inzwischen in Dresden ein ärmliches Dasein fristet. Er soll Jerry – unterstützt von Hans Martina und Jules Denton – für die CIA ausfindig machen. Im Gegenzug verspricht man ihm die Rehabilitation. Allerdings setzt auch der KGB eine Spezialeinheit auf den Entlaufenen an. Es entbrennt ein Wettlauf um Jerry.
Mink und sein Team können nicht verhindern, dass die Russen die Geschwister als Erste in die Hände bekommen. Als diese per Flugzeug weggebracht werden sollen, gelingt es Jerry dank seiner Telekinese seine Gegner ausschalten. Das Flugzeug stürzt ab, Jerry und Silvia entkommen jedoch der Katastrophe.
Gemeinsam mit Minks Team bringt Rojack die beiden unter seine Kontrolle – allerdings nur, um sie an die Russen auszuliefern, die dem skrupellosen Rojack viel Geld versprochen haben. Die Situation eskaliert und es kommt zu einem Schusswechsel, bei dem Silvia und Rojack schwer verletzt werden. Nachdem Jerry beide durch seine Gedankenkraft geheilt hat, lässt Mink die Geschwister entkommen. Im Abspann wird gezeigt, wie Jerry künftig seine besondere Gabe als Wunderheiler einsetzt.

## Kritiken
„Mindstorm entpuppt sich leider nur als unterklassiges Action-B-Movie, der nicht wirklich überzeugen kann. […] Die insgesamt spärlichen Actionsequenzen können in keinster Weise überzeugen. Die Story ist wenig durchdacht, mäßig in Szene gesetzt und stellenweise nicht leicht zu folgen.“

„Kaum hätten sich William Zabka und Judge Reinhold damals bei Karate Kid bzw. Beverly Hills Cop träumen lassen, wie sie ihr Auskommen zwanzig Jahre später gegen finnische Münze in einer Low-Budget-Produktion weit jenseits des ehedem ehernen Vorhangs als russische Geheimagenten fristen. Begleitet von passablen Effekten nimmt bei strahlendstem Sonnenschein ein größtenteils unterhaltsames B-Actionfeuerwerkchen seinen Lauf. SF- wie Actionfreunde greifen zu, letztere werden einen Deut mehr zur [sic] ihrer Zufriedenheit bedient als erstere.“

„Actionfilm der B-Kategorie mit vagen Science-Fiction-Anleihen. Annehmbare Unterhaltung, die daran krankt, dass der Hauptdarsteller kaum als Actionheld ernst zu nehmen ist.“